# Stamnodes agapetica
Stamnodes agapetica là một loài bướm đêm trong họ Geometridae.